# 1595 w literaturze
Wydarzenia literackie w 1595 roku.

## Nowe książki
- polskie
  - Jan Achacy Kmita – Spitamegeranomachia albo Bitwa pigmejów z żurawiami
  - Piotr Skarga – Kazania na niedziele i święta całego roku

## Nowe poezje
- polskie
  - Sebastian Fabian Klonowic – Flis, to jest Spuszczanie statków Wisłą i inszymi rzekami do niej przypadającymi

## Urodzili się
- 24 lutego – Maciej Kazimierz Sarbiewski, polski poeta i teoretyk literatury (zm. 1640)

Data dzienna nieznana:
- Bernarda de Lacerda – poetka portugalska

## Zmarli
- 21 lutego – Robert Southwell, angielski duchowny i poeta, święty Kościoła katolickiego, męczennik
- Maddalena Campiglia, włoska pisarka